# 釋白聖
釋白聖（1904年—1989年4月3日），俗名胡必康，法名東富，法字白聖，法號潔人、戒光，生於清帝國湖北省應城縣（今中華人民共和國湖北省應城市），佛教比丘，曾任世界佛教僧伽會第三至四屆會長，中國佛教會第四屆、第六至七屆、第九至十屆理事長，世界佛教華僧會創會會長。

## 生平

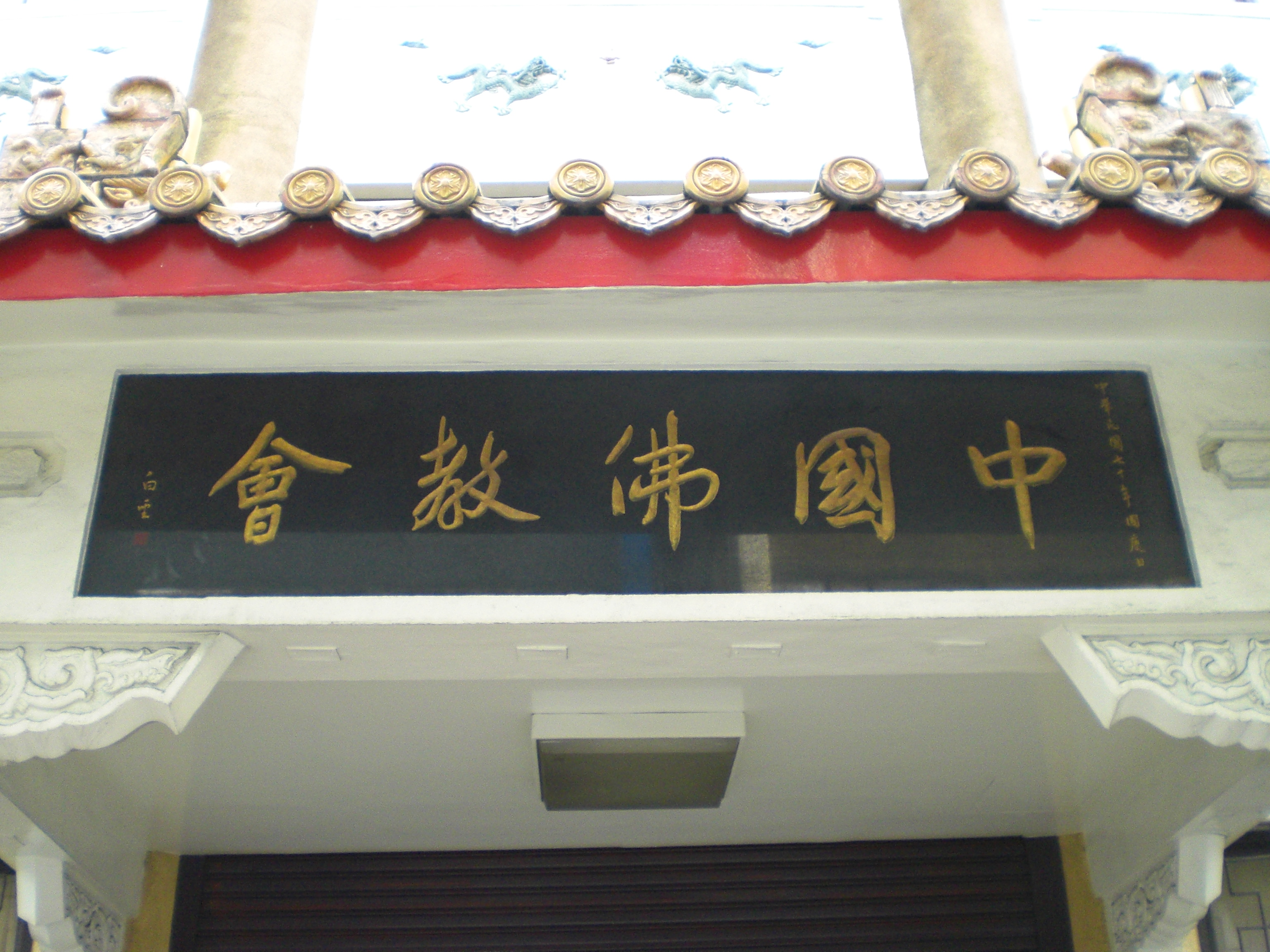
白聖長老題字的中國佛教會總會大門匾額

白聖長老16歲時母親過世，因為聽到安徽九華山智妙和尚說法，有了出家的念頭。18歲時（1921年），因長江水患，逃難離家，在九華山祗園寺龍巖法師門下出家，不久就受具足戒。他曾在武昌洪山閉關三年，研讀大藏經。後畢業於上海法藏佛學院，曾經跟隨在來果長老身邊。
1948年，因國共內戰，逃難來到台灣。1957年，白聖長老成立中國佛教三藏學院，並擔任院長。1960年－1986年間，白聖長老多次任
世界佛教僧伽會會長，中國佛教會理事長。
1989年3月，於台北臨濟護國禪寺示疾，同年4月3日凌晨安詳示寂。世壽八十五歲，戒臘六十九年。
上世紀80年代末，90年代初，由時任中國佛教協會副會長、上海佛教協會會長、上海佛學院院長、上海玉佛寺方丈真禪大和尚，以及時任上海佛學院常務副院長、靜安寺方丈淦泉大和尚等建議，擬將白聖長老的舍利安葬在興福寺後山雲棲塔院。1991年，常熟興福寺方丈妙生老和尚有感於白聖長老的碩德高行，在中國佛教協會會長趙朴初先生等的支持下，在興福寺後山建塔樹碑，以供奉白聖長老舍利。

## 著作
- 《學禪方便談》
- 《維摩經講錄》
- 《梵綱經菩薩戒本講記》
- 《寺院住持手冊》
- 《楞嚴經表解》
- 《金剛經表解》
- 《起信論表解》
- 《雲水夢憶》
- 《白聖長老日記》

## 法嗣弟子、剃度弟子
- 淨心長老（世界佛教華僧會第二任會長，高雄市阿蓮區光德寺、林園區林溪禪寺住持，曾任中國佛教會第十三屆-第十四屆理事長，已於2020年2月15日安詳示寂）
- 淨良長老（中華佛寺協會創會理事長，台北市北投區彌陀寺開山住持，曾任台北市佛教會第七屆-第十屆理事長、台北縣佛教會（今新北市佛教會）第三屆-第八屆理事長、中國佛教會第十五屆-第十六屆理事長，已於2021年4月1日安詳示寂）
- 今能長老（世界佛教僧伽會副會長，台北市中正區聖靈寺住持，新北市五股區觀音山妙雲寺開山住持，曾任中國佛教會第十五屆-第十六屆常務理事，已於2018年11月21日安詳示寂）
- 達能長老 （页面存档备份，存于）  曾任世界佛教僧伽會第三、四屆（秘書長）台北通法禪寺 第二代住持、馬來西亞檳城極樂寺第五代 住持、檳城香山寺第三代 主持、美國聖能寺第二代 住持、雪州觀音古寺第二任 住持）( 已於1997年 8 月7 日安詳示寂)
- 圓宗長老 （曾任世界佛教僧伽會副會長世界佛教華僧會第三任會長，高雄市田寮區日月禪寺、彰化縣彰化市妙圓禪寺開山住持，曾任中國佛教會第15-16屆副理事長及第，17-18屆中國佛教會理事長 、彰化縣佛教會第21-22屆理事長、高雄縣佛教會（今大高雄佛教會）第17-18屆理事長，已於2022年12月25日安詳示寂）
- 藏慧長老
- 妙廣長老（彰化縣鹽埔鄉中華寺、台北市士林區湧泉禪寺、台中市豐原區妙音寺住持，曾任台北市佛教會第四屆理事長、台中縣佛教會（今大臺中佛教會）第十一屆-第十三屆、第十八屆-第十九屆理事長，已於1998年11月6日安詳示寂）
- 真光長老（曾任臺北市佛教會第十一屆理事長、台北市臨濟護國禪寺第六代住持，已於2017年2月6日安詳示寂）
- 明乘長老（能仁家商創校董事長，已於2011年7月13日安詳示寂）
- 本靜長老（曾任世界佛教華僧會第四任會長暨泰國摩訶朱拉隆功大學台灣分校淨覺僧伽大學校長、台南市佳里區琉璃寺、臺東縣知本清覺寺住持、高雄阿蓮光德寺導師，已於2024年12月16日安詳示寂）
- 明定長老（曾任中國佛教會第15-16屆常務理事、臺東縣佛教會理事長，臺東淨明小築開山住持）
- 明田長老
- 明復長老（《佛教藝術》雜誌創辦人，已於2005年5月11日安詳示寂）
- 法智長老
- 覺斌長老（已於1989年8月14日安詳示寂）
- 妙華長老（曾任馬來西亞馬六甲知歸佛社住持、世界佛教華僧會副秘書長，已於2009年9月18日安詳示寂）
- 慧雄長老（現任世界佛教僧伽會，第十一屆會長，  第九第十屆秘書長兼首席副會長、新加坡毗盧寺、蓮池閣寺（住持）、印尼雅加達大叢山西禪寺（開山住持）、棉蘭千佛寺住持)       白聖長老關門弟子
- 本覺長老（南投縣國姓鄉清涼山菩提寺住持，曾任中國佛教會第17-18屆常務理事，已於2016年10月8日安詳示寂）
- 本輝長老（新北市樹林區吉祥寺、台南市龍崎區善德寺住持，後親近法智長老）
- 心田長老（中國佛教傳布協會創會理事長，1967年台南縣佛教支會理事長，台南市新營區妙法禪寺第一任住持、屏東縣車城鄉青龍寺第一任住持、佛教衛星慈悲台總裁）
- 天乙長老尼（在台第一位法嗣比丘尼弟子）
- 宏安長老尼（現任台灣佛教總會理事長，高雄市六龜區清涼山護國妙崇寺開山住持）
- 明偉長老尼（現任圓通學苑住持）
- 明欽長老尼
- 覺華長老尼  正覺寺 住持
- 明虛長老尼
- 悟因長老尼

## 外部連結
- 白聖法師略傳 （页面存档备份，存于）